# شرایط مهرورزی
شرایط مهرورزی (به انگلیسی: Terms of Endearment) فیلمی در ژانر کمدی، درام و رمانس به کارگردانی جیمز ال. بروکس محصول سال ۱۹۸۳ است.
این فیلم در ۵ رشته جایزهٔ اسکار گرفت، از جمله جایزهٔ اسکار بهترین فیلم را در سال ۱۹۸۳ به دست آورد.

## داستان
آورورا و اِما مادر و دختری هستند که با هم زندگی می‌کنند. اِما با فلَپ، جوانی که دبیر دبیرستان است و درآمد چندانی ندارد ازدواج می‌کند. مادر اِما با این ازدواج مخالف است و از فلپ خوشش نمی‌آید. مادر اِما با مرد همسایه‌اش (جک نیکلسون) که قبلاً فضانورد بوده‌است رابطه‌ای را آغاز می‌کند.
زندگی اِما، فلَپ و سه کودک‌شان کم‌کم دچار مشکلاتی می‌شود؛ اِما، فلَپ را در حال گفتگو با زن جوانی می‌بیند و با ناراحتی همراه با بچه‌ها به خانه مادرش برمی‌گردد. پس از چند روز با تماس فلپ، او و بچه‌ها باز به خانه برمی‌گردند. بین اِما و مردی که کارمند بانک است هم رابطه‌ای شکل می‌گیرد.
در پایان فیلم مشخص می‌شود اما سرطان سینه دارد. رابطه مادر او و مرد فضانورد جدی‌تر می‌شود و اِما در بیمارستان می‌میرد.